# Kaarina Hazard

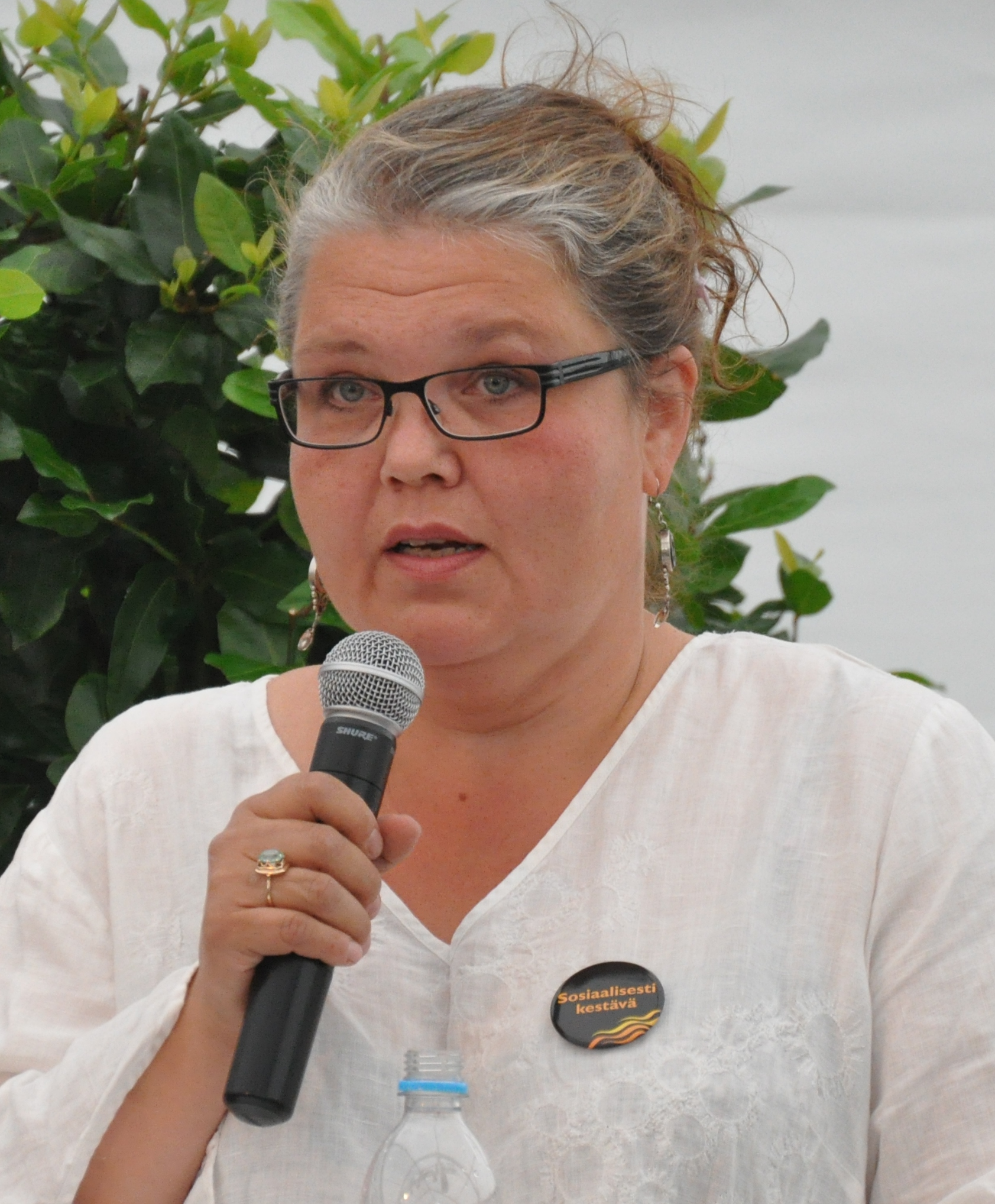
Kaarina Hazard (2011)

Kaarina Hazard (* 11. Februar 1966 in Kuopio) ist eine finnische Schauspielerin und Autorin.

## Leben
Kaarina Hazard hat einen Studienabschluss in Philosophie an der Universität Tampere. Als Kolumnistin und Journalistin schrieb sie seitdem unter anderem für Magazine wie Metro und Image. Sie ist regelmäßig als Panelistin bei der journalistischen Fernsehsendung Pressiklubi und auch im Radio tätig. Ihr 2006 veröffentlichtes Buch Kontallaan basiert auf ihren Kolumnen, die sie in unterschiedlichen Zeitschriften schrieb. Einen Skandal löste sie mit ihrer Kolumne zum Tode des Politikers Tony Halme im Jahr 2010 aus, die in der Tageszeitung Iltalehti erschien. Über 108 Beschwerden gingen beim Julkisen sanan neuvosto ein, einem finnischen Pendant zum Deutschen Presserat, welcher sie schließlich für schlechten journalistischen Stil verurteilte.
Nachdem Hazard noch 1995 als namenlose Nebendarstellerin in Lauri Törhönens Mannen utan ansikte mitwirkte, debütierte sie als Hauptdarstellerin in der von Heidi Köngäs inszenierten Fernsehkomödie Nicht gerade ein Schmetterling. In der nach einem Roman von Sisko Istanmäki adaptierten Literaturverfilmung spielte Hazard die Rolle der übergewichtigen Kaisu Anneli Ketonen, die in einem kleinen Dorf sich in den schmächtigen Erni verliebt. Der Film wurde ein Publikumserfolg und bei einer Bevölkerungsgröße von knapp 5 Millionen Finnen von über 1,5 Millionen Zuschauern gesehen. Seitdem wirkte Hazard in Filmen wie Komplizinnen aus Angst und Fernsehserien wie Nurses und Wingman mit. Insbesondere für ihre Darstellung der Leila in Klaus Härös Drama Postia pappi Jaakobille wurde sie für mehrere Filmpreise nominiert und ausgezeichnet, darunter auch eine Nominierung als Beste Hauptdarstellerin für einen Jussi.
Hazard ist verheiratet und zweifache Mutter.

## Filmografie
- 1995: Mannen utan ansikte
- 1998: Nicht gerade ein Schmetterling (Liian paksu perhoseksi)
- 2000: Komplizinnen aus Angst (Pelon maantiede)
- 2009: Postia pappi Jaakobille
- 2015: Nurses (Syke, Fernsehserie, eine Folge)
- 2021: Wingman (Luottomies, Fernsehserie, eine Folge)

## Werke
- Kontallaan: Muistiinpanoja mediasta (2006)
- Tää on taas tätä: Parisuhteen sanakirja (2007)
- Lätkä: Kirja urheilusta (2010)